# Zanthoxylum hawaiiense
Espèce
Statut de conservation UICN

 EN (needs updating) C2a : En danger
Zanthoxylum hawaiiense, appelée aʻe en hawaïen, est une espèce de plantes à fleurs de la famille des Rutaceae. C'est un arbre endémique d'Hawaï et est menacée.